# Joniškėlis
Joniškėlis es una ciudad de Lituania ubicada en el municipio-distrito de Pasvalys de la provincia de Panevėžys. Dentro del distrito-municipio, constituye por sí sola una seniūnija urbana y es capital de la vecina seniūnija rural homónima sin formar parte de la misma.
En 2011, la ciudad tenía una población de 1201 habitantes.
Se conoce la existencia del asentamiento desde el siglo XVII, cuando pertenecía a la familia noble Karpiai. En 1736, Augusto III le dio derechos de mercado y tres ferias anuales. En 1809 falleció a temprana edad sin descendencia el último señor local, Ignotas Karpis, quien en su testamento liberó a los habitantes de sus tierras de la servidumbre, medio siglo antes de la Reforma Emancipadora; este testamento incluyó la creación de una escuela agraria y un hospital rural universitario. Durante la Primera Guerra Mundial, en 1916 los alemanes conectaron Joniškėlis a la red ferroviaria mediante un ferrocarril de vía estrecha. La RSS de Lituania reconoció su estatus urbano en 1950. Fue capital de su propio raión desde 1950 hasta 1959, cuando se integró en el de Pasvalys. La estación de vía estrecha de la localidad fue importante para la red de vía estrecha lituana hasta la década de 1980.
Se ubica unos 10 km al suroeste de la capital municipal Pasvalys, sobre la carretera 150 que lleva a Šiauliai.